# FIVB Volleyball Challenger Cup 2019 (damer)
FIVB Volleyball Challenger Cup  2019 utspelade sig mellan 26 och 30 juni 2019 i Lima, Peru. Det var den andra upplagan av turneringen som arrangeras av FIVB och sex landslag deltog. Kanada vann tävlingen för första gången genom att besegra Tjeckien i finalen. De kvalificerade sig därigenom för spel i Volleyball Nations League 2022.

## Arenor
|                                                                                       |  |  |
|                                                                                       |  |  |
| Complejo Deportivo Niño Héroe Manuel Bonilla Stad: Lima Kapacitet: 6 000 Öppnad: 1989 |  |  |

## Regelverk

### Format
- Tävlingen började med ett gruppspel med två grupper om tre lag där alla lag mötte alla andra lag en gång
- De två första i varje grupp spelade cupspel om de fyra första platserna med direkt avgörande matcher.

### Metod för att rangordna lag
Om slutresultatet blev 3-0 eller 3-1 tilldelades 3 poäng till det vinnande laget och 0 till det förlorande laget, om slutresultatet blev 3-2 tilldelades 2 poäng till det vinnande laget och 1 till det förlorande laget. 
Rankningsordningen i serien definierades utifrån:
- Antal vunna matcher
- Poäng
- Kvot vunna / förlorade set
- Kvot vunna / förlorade poäng.
- Inbördes möte

## Deltagande lag
| Lag       | Turnering                                                    | Deltog senast |
| --------- | ------------------------------------------------------------ | ------------- |
| Argentina | Playoff Afrika/Sydamerika                                    | Debut         |
| Kanada    | 1:a Nordamerikanska kval till Volleyball Challenger Cup 2019 | Debut         |
| Taiwan    | AVC-ranking                                                  | Debut         |
| Kroatien  | 2:a European Golden League 2019                              | Debut         |
| Peru      | Värdland                                                     | Peru 2018     |
| Tjeckien  | 1:a European Golden League 2019                              | Debut         |

## Turneringen

### Gruppspelsfasen
| Grupp A  | Grupp B   |
| -------- | --------- |
| Kroatien | Argentina |
| Peru     | Kanada    |
| Tjeckien | Taiwan    |

#### Grupp A

##### Resultat
| 26 juni 2019 Complejo Deportivo Manuel Bonilla, Lima Speltid: 2h:19 - Åskådare: 1 600 | Peru     | 1 - 3 | Kroatien | 23- 25, 25-19, 17-25, 29-31 |
| 27 juni 2019 Complejo Deportivo Manuel Bonilla, Lima Speltid: 1h:46 - Åskådare: 350   | Tjeckien | 3 - 1 | Kroatien | 20-25, 25-12, 25-16, 25-15  |
| 28 juni 2019 Complejo Deportivo Manuel Bonilla, Lima Speltid: 1h:25 - Åskådare: 600   | Peru     | 1 - 3 | Tjeckien | 25-27, 25-22, 21-25, 21-25  |

##### Sluttabell
| Pos.. | Lag      | Pt | M | V | F | SV | SF | Kvot  | PV  | PV  | Kvot  |
| ----- | -------- | -- | - | - | - | -- | -- | ----- | --- | --- | ----- |
| 1     | Tjeckien | 6  | 2 | 2 | 0 | 6  | 2  | 3,000 | 194 | 160 | 1,213 |
| 2     | Kroatien | 3  | 2 | 1 | 1 | 4  | 4  | 1,000 | 168 | 189 | 0,889 |
| 3     | Peru     | 0  | 2 | 0 | 2 | 2  | 6  | 0,333 | 186 | 199 | 0,935 |

#### Grupp B

##### Resultat
| 26 juni 2019 Complejo Deportivo Manuel Bonilla, Lima Speltid: 1h:26 - Åskådare: 600 | Argentina | 3 - 0 | Taiwan    | 25-22, 25-22, 25-21 |
| 27 juni 2019 Complejo Deportivo Manuel Bonilla, Lima Speltid: 1h:22 - Åskådare: 300 | Kanada    | 3 - 0 | Taiwan    | 25-16, 25-17, 25-16 |
| 28 juni 2019 Complejo Deportivo Manuel Bonilla, Lima Speltid: 1h:27 - Åskådare: 500 | Kanada    | 3 - 0 | Argentina | 25-23, 25-21, 25-23 |

##### Sluttabell
| Pos.. | Lag       | Pt | M | V | F | SV | SF | Kvot  | PV  | PV  | Kvot  |
| ----- | --------- | -- | - | - | - | -- | -- | ----- | --- | --- | ----- |
| 1     | Kanada    | 6  | 2 | 2 | 0 | 6  | 0  | MAX   | 150 | 116 | 1,293 |
| 2     | Argentina | 3  | 2 | 1 | 1 | 3  | 3  | 1,000 | 142 | 140 | 1,014 |
| 3     | Taiwan    | 0  | 2 | 0 | 2 | 0  | 6  | 0,000 | 114 | 150 | 0,760 |

### Slutspelsfasen
|  | Semifinaler | Semifinaler |        |          | Final               | Final               |  |
|  |             |             |        |          |                     |                     |  |
|  | Tjeckien    | 3           |        |          |                     |                     |  |
|  | Tjeckien    | 3           |        |          |                     |                     |  |
|  | Argentina   | 0           |        |          |                     |                     |  |
|  | Argentina   | 0           |        | Tjeckien | 2                   |                     |  |
|  |             |             |        | Tjeckien | 2                   |                     |  |
|  |             |             | Kanada | 3        |                     |                     |  |
|  | Kanada      | 3           | Kanada | 3        |                     |                     |  |
|  | Kanada      | 3           |        |          |                     |                     |  |
|  | Kroatien    | 0           |        |          | Match om tredjepris | Match om tredjepris |  |
|  | Kroatien    | 0           |        |          |                     |                     |  |
|  |             |             |        |          |                     |                     |  |
|  |             |             |        |          | Argentina           | 3                   |  |
|  |             |             |        |          | Argentina           | 3                   |  |
|  |             |             |        |          | Kroatien            | 0                   |  |

#### Semifinaler
| 29 juni 2019 Complejo Deportivo Manuel Bonilla, Lima Speltid: 1h:20 - Åskådare: 100 | Tjeckien | 3 - 0 | Argentina | 25-16, 25-19, 25-23 |
| 29 juni 2019 Complejo Deportivo Manuel Bonilla, Lima Speltid: 1h:35 - Åskådare: 400 | Kanada   | 3 - 0 | Kroatien  | 25-18, 25-20, 26-24 |

#### Match om tredjepris
| 30 juni 2019 Complejo Deportivo Manuel Bonilla, Lima Speltid: 1h:12 - Åskådare: 200 | Argentina | 3 - 0 | Kroatien | 25-19, 25-18, 25-14 |

#### Final
| 30 juni 2019 Complejo Deportivo Manuel Bonilla, Lima Speltid: 2h:16 - Åskådare: 650 | Tjeckien | 2 - 3 | Kanada | 17-25, 16-25, 25-21, 25-23, 8-15 |

## Slutplaceringar
| Pos | Lag       | Kvalificerat för               |
| --- | --------- | ------------------------------ |
|     | Kanada    | Volleyball Nations League 2022 |
|     | Tjeckien  |                                |
|     | Argentina |                                |
| 4   | Kroatien  |                                |
| 5   | Taiwan    |                                |
| 5   | Peru      |                                |